# 知多エル・エヌ・ジー
知多エル・エヌ・ジー株式会社（ちたエル・エヌ・ジー、英: CHITA LNG Co.,Ltd.）は愛知県知多市において液化天然ガス (LNG) 受入基地を管理する企業である。JERAの子会社であり、LNGは同社の知多火力発電所・知多第二火力発電所・新名古屋火力発電所で使用される。

## 沿革
1977年12月、インドネシアの国営資源会社ペルタミナは、バダック基地のLNG増産計画を日本側の買い主に提案した。中部電力・東邦ガス・関西電力・大阪ガスの4社は1983年より年間320万トンを購入することでペルタミナと契約を締結した。このうち中部電力と東邦ガスは年間200万トンを受け入れることとなり、既存の知多LNG共同基地では能力が不足するため、新たなLNG基地の建設が必要になった。これを受け中部電力はLNG受け入れの新会社設立の準備を開始。知多市地先の東亜石油（現ENEOS知多製造所）の一角の原油タンク予定地を建設候補地とした。中部電力・東邦ガス・東亜石油と伊藤忠商事の4社で、1980年をめどに新会社を設立することで合意が成立した。1979年12月19日に発起人総会を開催。1980年1月8日に創立総会を開催、知多エル・エヌ・ジー株式会社が設立された。当時の資本金は5億円（授権資本20億円）で、出資比率は伊藤忠商事41%、東亜石油39%、中部電力18%、東邦ガス2%であった。1980年8月、第1期工事着工。1981年9月、東亜石油と土地売買契約を締結。同月より第2期工事も全面着工した。1983年1月、第1期分の完成検査証を受領。同年3月に1号船となるアクエリアス号からLNGを荷揚げ、同5月1日より営業運転を開始した。1984年3月、冷熱発電設備運転開始。1992年から1994年にかけて気化器や高圧送ガス設備を中心とした増設第1期工事、1993年から1998年にかけて地下式LNGタンクの新設と気化器の増設を含む増設第2期工事が行われた。2000年から2001年にかけては、知多エル・エヌ・ジー、知多LNG共同基地、東邦ガス知多緑浜工場を一体運用可能とする改良工事が行われた。2000年7月からは四日市LNGセンターの運営を受託している。
2019年4月、中部電力が所有する当社の株式は、JERAに承継され、当社はJERAグループの一員となった。

## 設備
- 貯蔵設備[1]
  - 地上タンク 6基 48万キロリットル
  - 地下タンク 1基 16万キロリットル
  - 計 64万キロリットル
- 気化設備[1]
  - 11基 1,370トン/h
- 冷熱発電設備[2]
  - LNG直接膨張・ランキンサイクル併用
  - 各7,200kw 2基明日への飛躍